# Virginia Apgar
Virginia Apgar (née le 7 juin 1909 à Westfield (New Jersey) aux États-Unis et morte le 7 août 1974  aux États-Unis) est une médecin, une anesthésiste obstétricienne et professeure américaine rattachée à l'université Columbia. Elle est connue pour avoir développé le score d'Apgar, et pour ses apports en anesthésie.

## Biographie

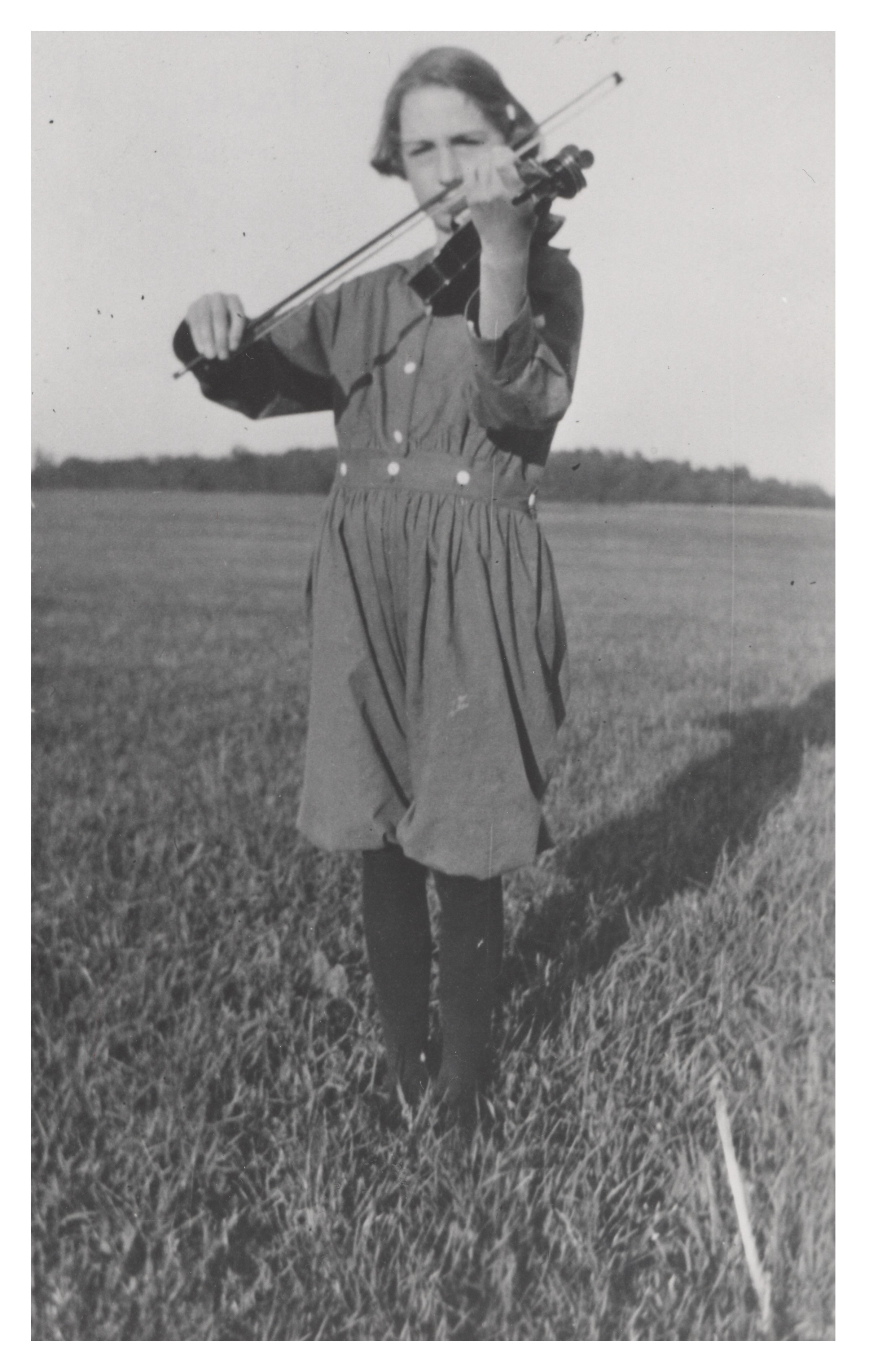
Virginia Apgar, 11 ans, jouant du violon

Virginia Apgar est née le 7 juin 1909 à Westfield dans le New Jersey, aux États-Unis, et est la cadette de 3 enfants,. Dès la fin du lycée, elle est déterminée à devenir médecin, peut-être inspirée par la passion pour les sciences de son père ou par la mort de ses deux frères, l'un de la tuberculose et l'autre d'une maladie infantile chronique.
Avec l'aide de différentes bourses d'études, elle intègre le Mount Holyoke College, où elle fera partie de l'orchestre universitaire en tant que violoniste et violoncelliste, jouera avec sept équipes de sport, écrira dans le journal et jouera dans des pièces de théâtre,. Elle sort diplômée avec une majeure en zoologie en 1929.
Virginia Apgar entre au College of Physicians and Surgeons à l'Université de Columbia juste avant le krach boursier d'octobre 1929. Malgré des problèmes financiers, elle réussit ses examens et finit 4ème de sa classe en 1933. Déterminée à devenir chirurgienne, elle obtient un stage en chirurgie à Columbia où elle excellera. Cependant, le chirurgien en chef, le Dr Alan Whipple, la décourage de continuer car ses précédentes élèves n'avaient pas réussi à développer une carrière dans le domaine. Il croyait aussi que l'anesthésie, à cette époque principalement gérée par des infirmiers, nécessitait des innovations et des améliorations devant l'avancée de la chirurgie, et il voyait en Virginia Apgar l'énergie, l'intelligence et les capacités requises pour développer ce domaine. Virginia Apgar finit son cursus de chirurgie en 1937 mais a des difficultés à trouver une formation en anesthésie tant le domaine était encore peu développé. Elle obtint malgré tout un stage dans le premier service d'anesthésie des États-Unis, tenu par le Dr Ralph Water, à l'Université du Wisconsin-Madison. Puis, elle passe 6 mois à l'hôpital Bellevue à New York avec le Dr Emery Rovenstine.
En 1938, elle retourne à l'Université de Columbia en tant que directrice de la division d'anesthésie et anesthésiste référente. En dépit de son statut, elle a des difficultés à recruter des médecins pour travailler avec elle et restera seule jusque dans le milieu des années 1940. Les chirurgiens ne considéraient en effet pas les anesthésistes comme leurs égaux, et la paie pour ces derniers était encore basse.
Vers 1946, l'anesthésie devient une spécialité médicale et le Dr Apgar devient la première femme professeure responsable d'un département à l'Université de Columbia.
Elle commence par la suite à étudier l'anesthésie obstétricale. En 1949, la division d'anesthésie devient un département, et Virginia Apgar s'attend à en être nommée présidente, mais le poste revient à son collègue Emanuel Papper. Elle sera cependant nommée professeure d'anesthésie. La même année, elle formule pour la première fois une méthode d'observation du nouveau-né qui deviendra ensuite le score d'Apgar, outil encore de référence aujourd'hui,. Elle le présente en 1952 lors d'une réunion scientifique et le publie pour la première fois en 1953. Elle dira : «La naissance est le moment le plus risqué de votre vie. Il est fondamental d'évaluer rapidement le statut du nouveau-né et d'identifier immédiatement ceux qui ont besoin de soins urgents.» Virginia Apgar expliqua d'ailleurs garder des outils de réanimation avec elle en permanence, disant "Personne, mais personne, ne va s'arrêter de respirer sur moi.",

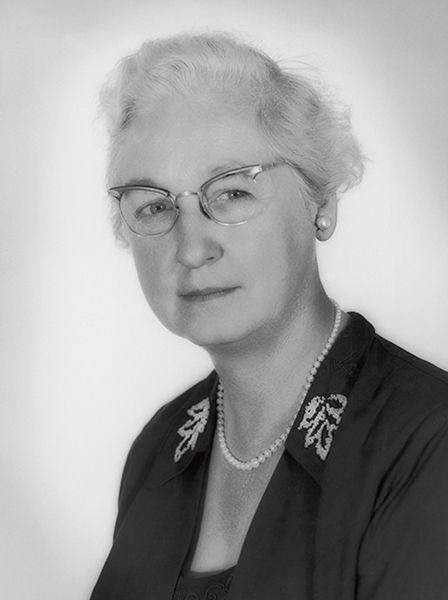
Virginia Apgar, 6 juillet 1959

À la fin des années 50, Virginia Apgar a déjà assisté 17,000 naissances, rencontrant de nombreux cas d'anomalies congénitales. En 1958, elle part en congé sabbatique pour s'inscrire à un master en santé publique de l'Université Johns Hopkins, qu'elle obtiendra l'année suivante. Non désireuse de retourner exercer la médecine académique, elle se consacre alors à la prévention des malformations congénitales à travers l'éducation du public et la levée de fonds pour la recherche. Ainsi elle devient la directrice de la division des malformations congénitales du National Foundation for Infantile Paralysis (aujourd'hui March of Dimes) jusqu'à sa mort en 1974,.
En 1965, elle commence à enseigner la tératologie en médecine à l'Université de Cornell. Elle fut avec ce poste la première personne à détenir un poste à la faculté dans ce domaine.
Quelques années plus tard en 1968, Virginia Apgar et Gabriel Stickle proposent la mise en place d'une registre des anomalies congénitales, et militent pour plus de recherche sur le diagnostic et traitement de ces anomalies.
En 1972, elle coécrit avec Joan Beck le livre My Baby All Right ?, expliquant les causes et traitements d'un certain nombre de malformations congénitales et discutant des précautions que les futures mères peuvent prendre pour accroitre leur chance d'avoir un enfant en bonne santé.
En 1973, Virginia Apgar est devenue la première femme décorée de la médaille d'or de médecine de Columbia. En l'honneur de son travail, son portrait a été gravé sur un timbre commémoratif émis en 1994. En 1995, elle fut incorporée dans le National Women's Hall of Fame. Il est dit que Virginia Apgar a amélioré la santé des mères, des fœtus et des nouveau-nés plus que quiconque au XXe siècle.
Elle ne prit jamais sa retraite, continuant à travailler jusqu'à peu avant sa mort, d'une hépatopathie chronique, le 7 août 1974,.
Virginia Apgar ne s'est jamais mariée, disant "Je n'ai juste pas trouvé d'homme qui sache cuisiner." 

## Hommage[3]
- Virginia Apgar est inscrite au National Women's Hall of Fame.
- Google a sorti un doodle en son honneur le 7 juin 2018[9].